# Kumla–Yxhults Järnväg
Kumla–Yxhults Järnväg är en åtta kilometer lång järnväg mellan Kumla och Kvarntorp i Närke, som invigdes 1883. Den var då sex kilometer lång och sträckte sig mellan Kumla och Yxhult.

## Bakgrund
Yxhults Stenhuggeri AB lät bygga den normalspåriga järnvägen för transport av kalksten. Efterhand byggdes den ut, först till kalkfabriken år 1900, därefter till Svenska skifferoljeaktiebolaget i Kvarntorp 1940. Stickspår byggdes till Ytongfabriken i Hynneberg 1945–46, och till Sakab i mitten av 1980-talet.
Bolaget använde under årens lopp nio olika ånglok, varav det första. Lusa, levererades av Kristinehamns Mekaniska Werkstad 1883. Ångloken ersattes 1964 av en diesellokomotor Z65 från Kalmar Verkstad.
Mellan 1943 och 1954 användes banan för persontrafik, framför allt för pendlare mellan Kvarntorp och Kumla. Den högsta hastigheten på banan ökades då från 30 till 50 km/h. Godstransporterna från Yxhult/Hynneberg lades ner 1980. 
Yxhultsbolaget sålde banan till staten 1983, då för 700 000 kr.
Banan används numera för transporter till och från Sakab i Norrtorp. Transporterna går som växlingsrörelse med en högsta hastighet av 40 kilometer i timmen mellan Kumla station och Kvarntorp.